# Филімоновська (Вельський район)
Филімоновська (рос. Филимоновская) — присілок в Вельському районі Архангельської області Російської Федерації.
Населення становить 12 осіб. Входить до складу муніципального утворення Солгинське муніципальне утворення.

## Історія
Від 1937 року належить до Архангельської області.
Від 2004 року належить до муніципального утворення Солгинське муніципальне утворення.

## Населення
| 2002 | 2010 | 2012 | 2014 |
| ---- | ---- | ---- | ---- |
| 29   | ↘4   | ↗16  | ↘12  |